# Arnao de Vergara
Arnao de Vergara est un maître verrier espagnol né peut-être à Burgos où s'était installé son père à une date inconnue, autour de 1490. Il est mort à une date inconnue, vers 1557.
Il est le fils du maître verrier Arnao de Flandes d'origine flamande qui s'est installé à Burgos entre 1480 et 1490. Il est le frère d'Arnao de Flandes (fils) avec lequel il a travaillé à la cathédrale de Séville. Il est aussi le frère de Nicolás de Vergara le Vieux qui s'était installé à Tolède en 1542 pour réaliser les vitraux de la cathédrale de Tolède.

## Biographie
Les deux frères Arnao de Flandes et Arnao de Vergara ont travaillé avec un grand succès dans l'atelier de leur père dans la première moitié du XVIe siècle. Il a dû connaître Diego de Siloé quand il a travaillé avec son père dans la cathédrale de Burgos et qu'il a retrouvé à Grenade.
Arnao de Vergara a travaillé sur les vitraux de la cathédrale de Séville entre 1525 et 1538. Sa première mention est datée du 27 septembre 1525. Il succède à Juan Jacques comme maître verrier de la cathédrale. Il y introduit le nouveau style renaissant. Arnao de Flandes et Arnao de Vergara ont signé un contrat pour la réalisation de vitraux pour la cathédrale de Séville le 22 décembre 1534 avec le chapitre de la cathédrale et s'engagent à présenter au chapitre un modèle avant de commencer les travaux sur lequel il pouvait faire des suggestions qu'il jugerait opportun qu'à la condition qu'on puisse le faire en verre (« con que sea cosa que en vydrio se pueda hazer »). En 1534, il a réalisé les vitraux de la chapelle de las Doncellas de la cathédrale de Séville qu'il a signés de ses initiales et qui sont les plus belles de celles qu'il a faites à Séville.
Il a réalisé les premiers vitraux de la cathédrale d'Astorga entre 1525 et 1534.
On sait aussi qu'Arnao de Vergara a été aussi peintre de miniatures car il a créé une compagnie le 21 mars 1532 avec l'enlumineur de Grenade Andrés Ramirez pour faire des miniatures pour la chartreuse de las Cuevas de Séville, dans lequel il est décrit comme enlumineur et maître réalisant des vitraux. Il a été aussi peintre de tableaux pour des retables. Un document montre qu'avant mai 1534 il s'est concerté avec le fabricant de retable français (entallador) Nicolás de León pour un retable pour « l'église de la ville d'Osuna ». En l'absence de documents, il n'y a apparemment aucun tableau qu'on puisse lui rattacher par son style.
Si Arnao de Flandes a travaillé principalement sur les vitraux de la cathédrale de Séville à partir de 1534, Arnao de Vergara est intervenu sur plusieurs autres chantiers.
Un contrat passé le 17 mars 1535 entre Arnao de Virgara et le marchand flamand établi à Séville, Jos Rras, décrit la quantité de verre avec leurs couleurs se trouvant à Bilbao et qu'achète le maître verrier.
Vers 1535, Arnao de Vergara, a commencé à intervenir pour réaliser des vitraux à la chartreuse de Jerez de la Frontera, avec Arnao de Flandes, l'allemand  Juan de
Campos (Jan de Campan), et le flamand Guillén Descorro (Wyllem van der Score). Le 12 octobre 1537, à Séville, Arnao de Vergara, Arnao de Flandes et Juan del Campo établissent une compagnie pour deux ans pour terminer les verrières de la chartreuse de Jerez.
Le 14 février 1537, Arnao de Vergara donne un pouvoir à son frère pour recevoir le paiement de ce qu'on lui doit à Séville et Jérez. Le 9 avril 1538, l'accord qui liait Arnao de Flandes et Arnao de Vergara est modifié. Arnao de Vergara va travailler à Grenade et Arnao de Flandes est resté le seul à réaliser les vitraux pour la cathédrale de Séville.
Des apprentis se sont formés dans son atelier comme le montre le contrat passé le 13 juillet 1538 par lequel Arnao de Virgara travaillant sur les verrières de Séville prend pour apprenti pendant 8 ans Alonso de Narvaez. Ces contrats peuvent être annulés. Nicolás de Vergara le Vieux s'est formé dans son atelier.
Pendant sa période sévillane, il est aussi travaillé à Osuna pour la colegiata pour laquelle il a réalisé deux vitraux en 1532, ainsi qu'à la Casa de Pilatos. Il va ensuite se déplacer vers Grenade où il va travailler pour la cathédrale de Grenade.
En 1538 et 1539, il est maître verrier pour les vitraux colorés pour les bains de la Casa real de l'Alhambra et les autres nouveaux bâtiments. Il a habité à l'Alhambra avec sa femme, María de Vergara, de 1543 à 1548. En 1544, il a pris à son service le peintre flamand Giraldo Bilfet, natif d'Utrecht.
Il intervient sur les vitraux du monastère de San Jerónimo de Grenade (1544-1550). Deux vitraux sont exposés au musée de Grenade.
En 1547 et 1548, il a travaillé sur les verrières de l'église Santa Ana, de 1547 à 1549, à Montijícar, Alhendín et Gójar.
Dans un document daté de 1554 concernant la fixation du prix de verrières de Teodoro de Holanda il écrit qu'elles doivent être payées au même prix que celles de l'église de San Jerónimo.
En 1557, Juan del Campo a eu recours à Arnao de Vergara pour lui être favorable quand, pour la réalisation de verrières pour la cathédrale de Grenade, s'est posé la question de la compétence de Teodoro de Holanda.